# الجرنية (ريف دمشق)
الجرنية قرية سوريّة تقع في سلسلة جبال القلمون تتبع إداريّاً لمحافظة ريف دمشق منطقة التل ناحية رنكوس، بلغ تعداد سكانها 271 نسمة حسب التعداد السكاني لعام 2004.